# 中澤さえ
中澤 さえ（なかざわ さえ、1983年6月1日 - ）は、東京都調布市出身の元女子柔道選手。現役時の階級は78kg級。2005年・2007年世界選手権銀メダリスト。アジア選手権2連覇（2004年・2005年）。2006年アジア大会金メダリスト。2008年北京五輪出場。淑徳大学大学院修了。2023年現在の姓名は野島さえ。

## 人物
- 身長167cm、体重78kg。得意技は大外刈り。
- 姓の「中澤」の「澤（沢）」は本人の意志により旧字体の「澤」を使用しており、新字体の「沢」は一切使用しない。しかし新聞では「中沢」と表記される事が多い。
- 塚田真希や谷本歩実・育実と親しく、励まし合う関係だった[3]。

## 経歴
- 小学校2年生のときに両親の勧めで柔道を始めた[1]。
- 調布市立布田小学校・調布市立第三中学校・淑徳高等学校・淑徳大学卒。卒業後は綜合警備保障に所属。
- 2008年北京オリンピック柔道女子78kg以下級日本代表選手に選出されたが、同年3月に右脚を前十字靭帯損傷していた影響もあり[1]、初戦でイタリアのルチア・モリコに敗退した。しかし、周囲に言い訳や弱音を吐くことは一切なかった[3]。
- 北京オリンピック後も不振が続き、2009年8月の世界選手権では初戦で敗退した。これにより、11月の講道館杯全日本柔道体重別選手権大会を欠場した。
- 2009年11月25日の記者会見で現役引退を表明した。「理不尽な指導がまかり通る勝利至上主義の場には戻りたくない」ため指導者の道には進まず、日本の柔道界から距離を置いた[1]。
- 2010年10月からはオーストラリアに留学して、パースにある語学学校に通いながら大学の柔道クラブで指導にあたった[4]。
- 引退後に大学院を修了し、いくつかの職を経て2022年に結婚。2023年現在は鍼灸師の資格を取得し、個人でトレーナー業を営む[1]。

## 戦績
- 2004年 - アジア選手権78kg級 優勝
- 2004年 - 講道館杯78kg級 優勝
- 2004年 - 韓国国際78kg級 優勝
- 2004年 - 福岡国際女子柔道選手権78kg級 優勝
- 2005年 - フランス国際78kg級 優勝
- 2005年 - 全日本女子選抜78kg級 優勝
- 2005年 - 世界選手権78kg級 銀メダル
- 2006年 - ハンガリー国際78kg級 優勝
- 2006年 - パリ国際78kg級 第3位
- 2006年 - 全日本女子柔道選抜78kg級 優勝
- 2007年 - 世界選手権78kg級 銀メダル
- 2008年 - 北京オリンピック78kg級 初戦敗退
- 2009年 - 世界選手権78kg級 初戦敗退